# Geme (Einheit)
Geme war ein kastilisch-spanisches Längenmaß in verschiedenen spanischen Regionen, einschließlich Übersee. Oft waren 2 Geme ein örtlicher Fuß/Pie.
- Kuba u. Mexiko: 1 Geme = 14,128 Zentimeter
- Madrid: 1 Geme = 14,05 Zentimeter
- Pamplona: 1 Geme = 13,7083 Zentimeter
- Peru: 1 Geme = 14,125 Zentimeter
- San Sebastian: 1 Geme = 13,95 Zentimeter
- Saragossa: 1 Geme = 12,85 Zentimeter
- Madrid:1 Geme = 13,93 Zentimeter
- Uruguay: 1 Geme = 14,33 Zentimeter